# Cratichneumon lancea
Cratichneumon lancea är en stekelart som först beskrevs av Dalla Torre 1901.  Cratichneumon lancea ingår i släktet Cratichneumon och familjen brokparasitsteklar. Inga underarter finns listade i Catalogue of Life.